# Skyflash
Skyflash, hay Sky Flash phiên bản xuất khẩu, là loại tên lửa không đối không tầm trung dẫn đường bằng đầu dò radar bán chủ động phát triển từ tên lửa AIM-7 Sparrow. Loại tên lửa này được trang bị trên các máy bay McDonnell Douglas F-4 Phantom của Không quân Hoàng gia Anh và máy bay chiến đấu Tornado F3 của Không quân Italy và máy bay Tornado của Không quân Ả Rập Xê Út hay Saab 37 Viggen của Không quân Thụy Điển.
Skyflash là một phiên bản bắt nguồn từ AIM-7 với việc thay thế đầu dò quét sóng hình côn bằng đầu dò đơn xung ngược Marconi được thiết kế để phù hợp với radar trên máy bay tiêm kích F-4. Đầu dò đơn xung có độ chính xác cao hơn, ít bị gây nhiễu hơn, dễ phân biệt mục tiêu ở độ cao thấp. Đầu dò mới thể hiện hiệu năng tốt hơn rõ rệt so với đầu dò nguyên bản, cho phép British Aerospace không cần cải tiến về đầu đạn như người Mỹ để giải quyết vấn đề độ chính xác kém trên AIM-7.
Skyflash đã được thử nghiệm tại Mỹ, nhưng sau khi thử nghiệm với đầu dò xung đơn thử nghiệm của Raytheon, Hải quân Hoa Kỳ đã quyết định đặt mua một phiên bản trang bị đầu dò xung đơn khác của Sparrow, AIM-7M. Cả Skyflash và AIM-7M sau đó đều được thay thế bằng tên lửa không đối không ngoài tầm nhìn AIM-120 AMRAAM.

## Bối cảnh

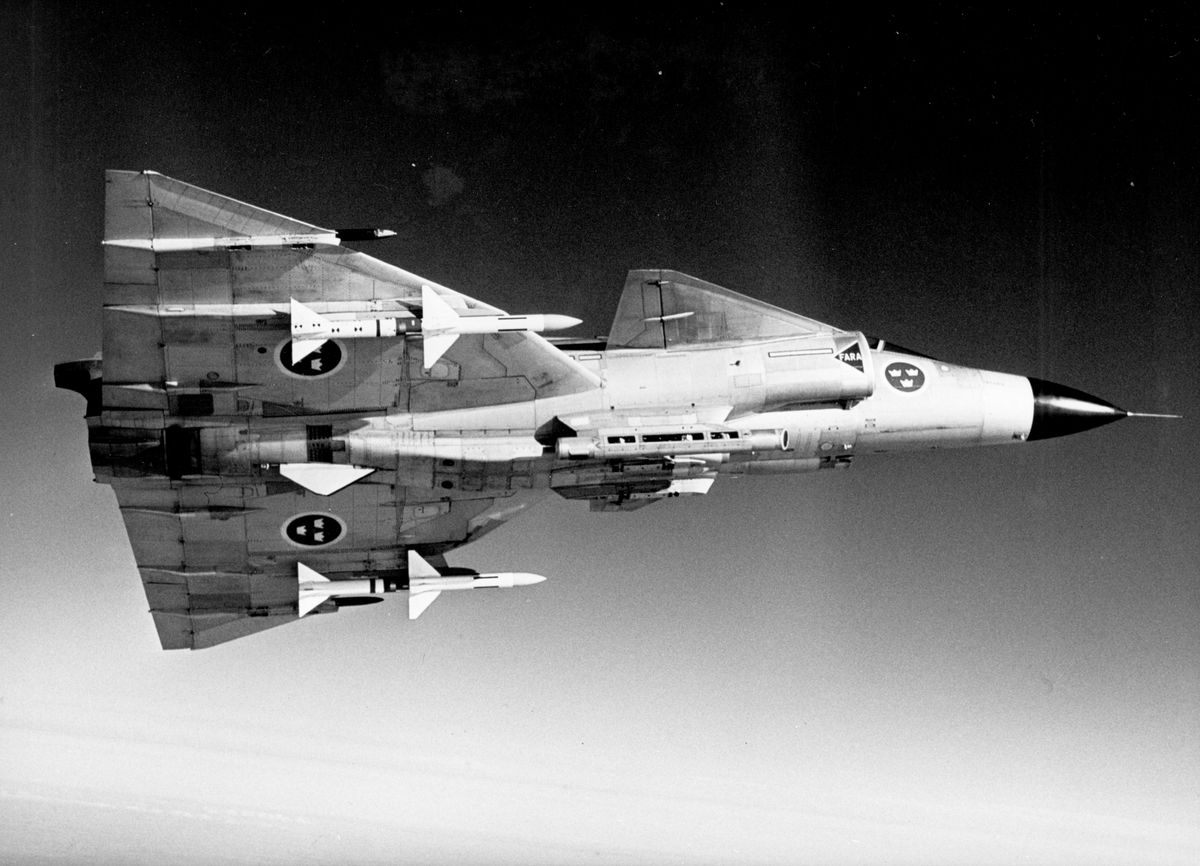
Một tiêm kích JA37 Viggen của Thụy Điển được trang bị một cặp tên lửa Skyflash bên dưới cánh.

Skyflash là thành quả của việc người Anh phát triển một đầu dò đơn xung nghịch đảo cho tên lửa Sparrow AIM-7E-2 do General Electric Company (GEC) và Royal Aircraft Establishment (RAE) cùng hợp tác phát triển cuối những năm 1960. Việc phát triển được bắt đầu từ tháng Một năm 1972, với tên mã của chương trình phát triển là XJ.521. Nhà thầu chính của dự án là Hawker Siddeley và Marconi Space & Defence Systems có trụ sở tại Stanmore. Dựa trên tên lửa Sparrow, các kỹ sư đã bổ sung đầu dò radar đơn xung bán chủ động Marconi, thiết bị điện tử cải tiến, bề mặt điều khiển thích ứng và ngòi nổ radar chủ động do Thorn EMI phát triển. Tên lửa sử dụng động cơ Bristol Aerojet Mk 52 mod 2 và động cơ tên lửa Rocketdyne Mk 38 mod 4; ở phiên bản mới nhất là Aerojet Hoopoe.
Kết quả thử nghiệm cho thấy tên lửa hoạt động tốt trong môi trường đối kháng điện tử mạnh và có khả năng đánh chặn mục tiêu ở trong nhiều điều kiện thời tiết khác nhau. Tên lửa có thể phóng ở độ cao 100 m để tấn công các mục tiêu bay ở độ cao lớn hoặc phóng từ độ cao lớn để tấn công các mục tiêu bay thấp tới 75 m. Trong thử nghiệm, tên lửa đánh chặn thành công mục tiêu bay không người lái ở độ cao 1.000 ft (304 m).
Skyflash được trang bị cho F-4 Phantom II từ năm 1978. Từ năm 1985, những máy bay này được thay thế bởi Panavia Tornado ADV. Cả Phantom và Tornado đều mang Skyflash trong một khoang nửa chìm dưới thân để làm giảm lực cản khí động.
Trong biên chế của Không quân Hoàng gia Anh, máy bay sẽ trang bị tên lửa cùng với bốn tên lửa không đối không tầm ngắn, hoặc là AIM-9 Sidewinders hoặc ASRAAMs.
Ngoài ra, phiên bản Skyflash Mk 2 trang bị radar chủ động do Thomson CSF phát triển và có tính năng cập nhật đường bay ở pha giữa, cũng được phát triển để trang bị cho Không quân Hoàng gia Anh và Không quân Thụy Điển. Người Anh đã rời khỏi chương trình phát triển tên lửa này sau kế hoạch cắt giảm chi tiêu quốc phòng trong Sách trắng quốc phòng năm 1981; British Aerospace (BAe) tiếp tục đề xuất tên lửa này đến đầu những năm 1990 nhưng vẫn không có quốc gia nào mua phiên bản tên lửa này.
Biến thể nâng cấp sâu hơn của phiên bản xuất khẩu Sky Flash đã được nghiên cứu phát triển dưới tên gọi S225X, và một phiên bản trang bị động cơ ramjet S225XR về sau đã trở thành nền tảng để phát triển MBDA Meteor.
Năm 1996 Không quân Hoàng gia Anh đã ông bố triển khai Chương trình duy trì năng lực, trong đó kêu gọi thay thế Skyflash bằng AIM-120 AMRAAM. Tên lửa AIM-120 trang bị đầu dò chủ động cùng hệ thống dẫn đường quán tính và máy tính đã khiến nó trở thành tên lửa không đối không có khả năng bắn và quên.

## Các nước đã từng trang bị tên lửa
Ý
- Italian Air Force

 Ả Rập Xê Út
- Royal Saudi Air Force

 Thụy Điển
- Swedish Air Force Made under license as the Rb 71

 Anh Quốc
- Royal Air Force

### Bibliography
- Gibson, Chris; Buttler, Tony (2007). British Secret Projects: Hypersonics, Ramjets and Missiles. Midland Publishing. tr. 47–53. ISBN 978-1-85780-258-0.